# Consiglio dei direttori dei programmi nazionali antartici
Il Consiglio dei direttori dei programmi nazionali antartici (in inglese Council of Managers of National Antarctic Programs, COMNAP) è un'associazione internazionale fondata nel 1988 atta a riunire assieme i Programmi Nazionali Antartici dei diversi paesi, ossia quelle organizzazioni nazionali che hanno la responsabilità di sviluppare e supportare la ricerca scientifica nell'area del Trattato Antartico su mandato dei loro governi e nello spirito del Trattato Antartico stesso.
Il consiglio, la cui segreteria ha sede a Christchurch, in Nuova Zelanda, partecipa con lo stato di osservatore agli annuali meeting, gli Incontri Consultativi sul Trattato Antartico (in inglese Antarctic Treaty Consultative Meetings, ATCM), tenuti dai paesi aderenti al trattato.